# Histoire du Wyoming
Le Wyoming était autrefois habité par plusieurs tribus amérindiennes, venant pour certaines du Canada, et qui constituèrent une main-d'œuvre appréciée pour la traite des fourrures, très lucrative, ce qui a permis à la région de connaitre une colonisation plus tardive que d'autres régions des États-Unis. Contrairement à ses voisins (Montana, Dakota du Sud et Colorado), le Wyoming ne bénéficia pas de découverte majeure d'or ou d'argent. Seul du cuivre fut découvert dans quelques futures villes minières. L'expansion de la population y fut ainsi lente et progressive

## Les populations amérindiennes et les pionniers

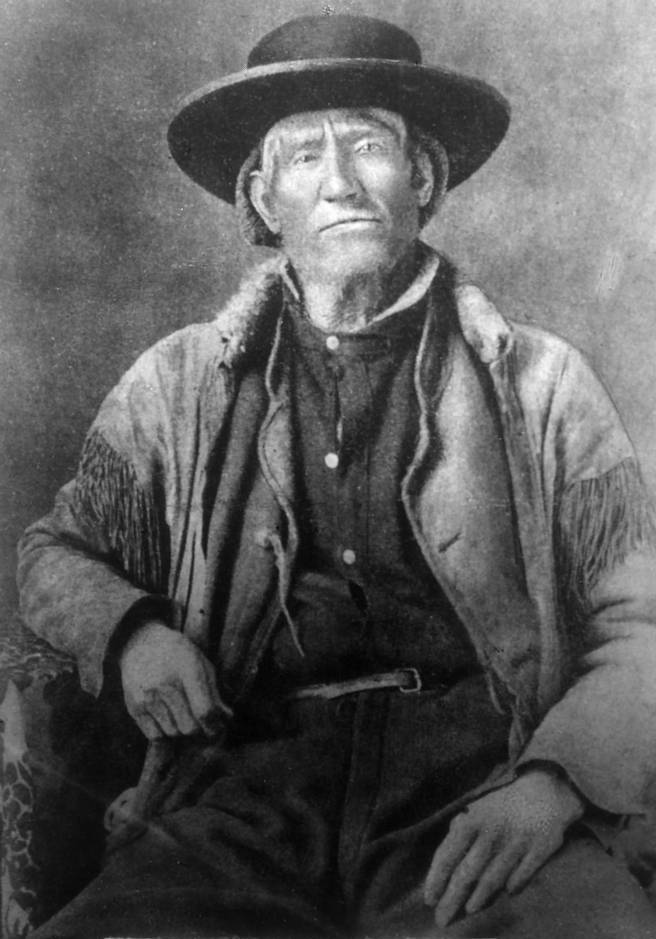
Jim Bridger, pionnier du Wyoming.

Plusieurs groupes amérindiens dont les Crows, les Arapahos, les Sioux et les Shoshones, furent rencontrés par les explorateurs blancs qui laissèrent des récits de leur découverte de la région. John Colter, qui avait participé à  l'expédition Lewis et Clark de 1803-1805 fut le premier Américain blanc à pénétrer quelques années plus tard dans le Wyoming, en 1807. Ses rapports concernant vallée de Yellowstone furent à l'époque considérés comme imaginaires, faute de détails suffisamment probants. Robert Stuart emprunta la passe en 1812, en rejoignant le Missouri en provenance de l'Oregon par la "voie continentale" alors exceptionnellement utilisée, les autres voyageurs préférant contourner le Cap-Horn par la navigation maritime. L'explorateur Jim Bridger re-découvrit South Pass en 1827, qui deviendra par la suite l'une des étapes de la Piste de l'Oregon. En 1850, Bridger localisa aussi ce que l'on appelle aujourd'hui Bridger Pass, qui sera plus tard utilisée, dans un premier temps par la compagnie de Chemin de fer de l'Union Pacific en 1868, présidée par le général Dodge, et dans un second temps par l'Interstate 80 au XXe siècle. Bien qu'il visitât lui aussi vallée de Yellowstone et s'appliquât à transcrire ses découvertes, ses contemporains estimèrent que ses écrits ne pouvaient être que des contes.

## Le Wyoming, terre des « rendez-vous des trappeurs »

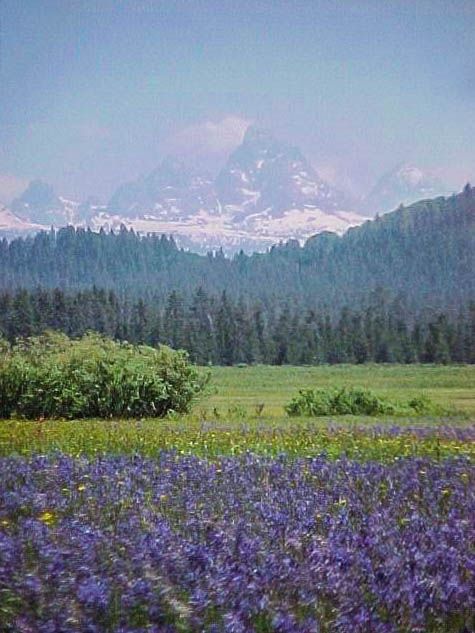
La chaîne des Tetons surplombe Pierre's Hole (Idaho), où a lieu le plus important des rendez-vous, en 1832, qui se termine par une bataille rangée entre les Atsinas et les trappeurs métis, alliés aux Têtes-Plates et Nez-Percés.

Le commerce des fourrures dans le grand ouest est d'abord dominé par la Compagnie russe d'Amérique, qui des comptoirs en Alaska dès 1804 puis installe le Fort Ross en Californie en 1812. Mais en 1819, la mort de son directeur Alexandre Baranov l'affaiblit et la "Guerre des fourrures" entre compagnies anglaises du Canada se déplace vers le sud et l'ouest. En 1821, une loi anglaise, inspirée par John McLoughlin, impose la fusion la Compagnie de la Baie d'Hudson et la Compagnie du Nord-Ouest. Londres négocie aussi avec Moscou un traité ratifié en janvier 1825: les russes resteront sur une mince bande littorale le long du Pacifique. La Compagnie de la Baie d'Hudson confie au canadien Peter Skene Ogden des expéditions dans l'Utah, et sur la Snake (rivière). À l'hiver 1825, les trappeurs québécois qui s'étaient installés dans le Montana sont recrutés par Jedediah Smith, de l'American Fur Company, qui a des représentants à Saint-Louis (Missouri) et Kansas City. La même année, ils créent dans l'actuel État du Wyoming les Rendez vous des trappeurs de l'Ouest. Plusieurs centaines d'entre eux se retrouvent pour échanger des fourrures contre des fournitures de base, mais aussi participer à des réjouissances. Le lieu du "Rendez-vous des trappeurs" change chaque année, mais il est le plus souvent dans l'État du Wyoming. Le premier a lieu en McKinnon (Wyoming), puis ce sera en 1829 Lander (Wyoming) et en 1830 Riverton (Wyoming). Le Rendez vous des trappeurs de l'Ouest se fixe à partir de 1835 aux environs de Daniel, à la confluence de la Green River et de la Horse Creek. En 1832, des affrontements entre trappeurs anglais et américains ont lieu à Pierre's Hole, après l'assassinat d'un chef Atsinas par Baptiste Duroin (Dorian) fils de Pierre Dorian. Ce meurtre entraîne une bataille rangée entre les Atsinas et les trappeurs métis, alliés aux Têtes-Plates et Nez-Percés

## L'arrivée du chemin de fer à la fin des années 1860
Après la Guerre de Sécession, l'épopée de la construction du premier chemin de fer transcontinental entre l'est et l'ouest des États-Unis devint une course à la plus grande portion de ligne construite, opposant lUnion Pacific et la Central Pacific. L'enjeu justifiait des investissements importants, en hommes et en infrastructures, y compris sur les portions de la ligne peu fréquentées. Pour chaque mile de voie ferrée posée, Washington versait aux compagnies de substantiels prêts fédéraux (de 16 000 dollars en plaine à 48 000 dollars dans les Rocheuses et la Sierra Nevada). Les compagnies s'approprièrent les gares et les terrains aux alentours des voies.

## La création du Territoire du Wyoming en 1868

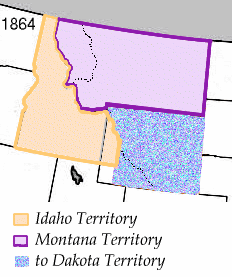
1864 : le Territoire de l'Idaho (en jaune), le Territoire du Montana nouvellement créé (en violet) et les terres rétrocédés au Territoire du Dakota (en mauve).

Après l'arrivée de l'Union Pacific à Cheyenne, devenue la ville principale en 1867, la population commença à augmenter dans le Territoire du Wyoming, établi le 25 juillet 1868. Jusque-là, ce n'était qu'une composante du vaste Territoire de l'Idaho, créé en 1863 et amputé l'année suivante de son flanc nord par la création du Territoire du Montana, tandis que le Territoire du Dakota avait lui récupéré, la même année, les plaines à l'est de la latitude du 110°03' W mais aussi les montagnes du nord, dont une partie non négligeables forment l'actuel État du Wyoming, à la frontière du Montana.
Le nouveau Territoire du Wyoming rassemble les terres rétrocédées au Dakota quatre ans auparavant, la frontière entre les deux entités ayant été fixée sur la longitude de 104°03W. La frontière avec les territoires de l'Idaho et de l'Utah fut déplacée vers l'ouest sur le 111e méridien, récupérant ainsi sur ce dernier une portion de terres au nord du 41° N (qui constituait également sa frontière avec le Colorado).

## L'Expédition de Yellowstone et la création du premier parc national

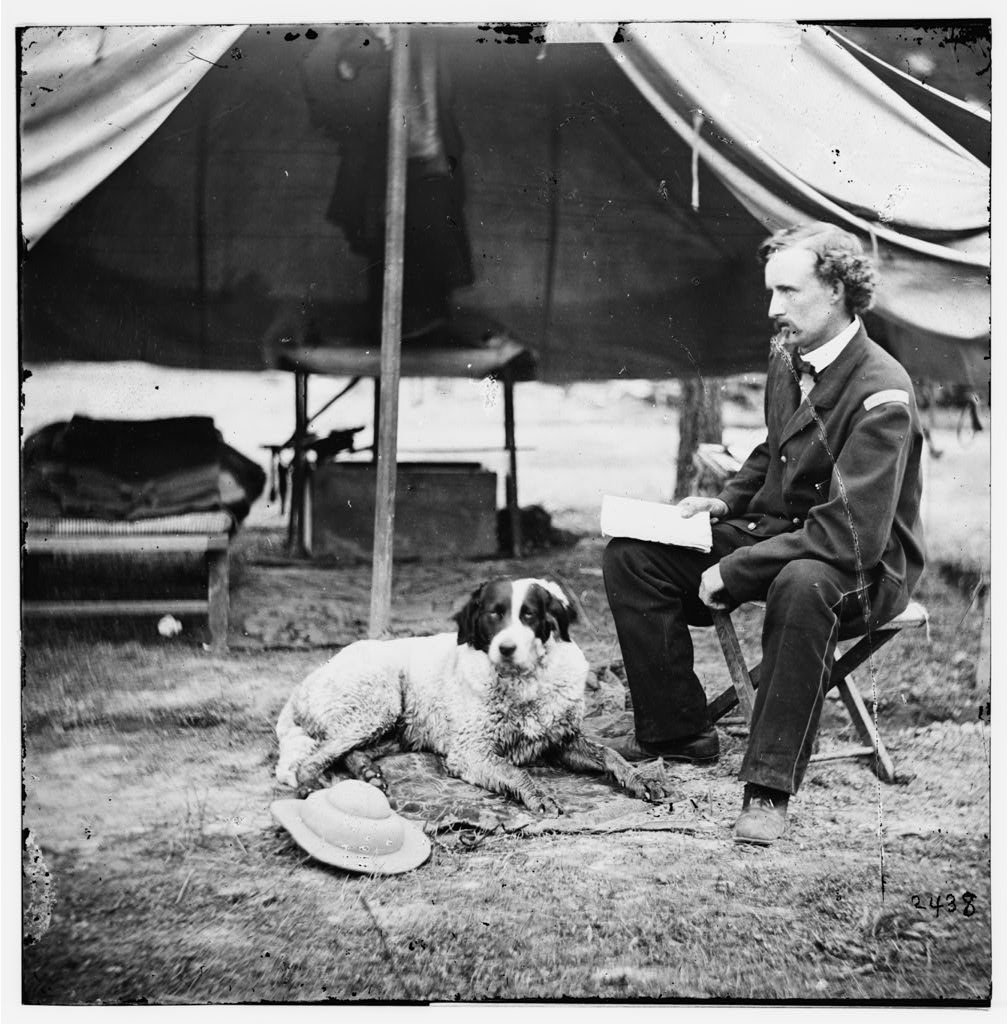
Le général Custer, un des dirigeants de lExpédition de la rivière Yellowstone.

Dès que le gouvernement organisa des expéditions vers Yellowstone, les rapports écrits quelques décennies plus tôt par Jim Bridger et John Colter se révélèrent vrais et utiles pour les nouveaux arrivés. L'Expédition de la rivière Yellowstone entreprise par 1 500 militaires américains au cours de l'été 1873, avait pour but d'établir le futur tracé de la Northern Pacific Railway sur plus de 500 miles, en plein territoire indien inexploré. Le général Custer est accompagné du général Tom Lafayette Rosser, son ex-camarade de chambrée à West Point, tandis que le chef de l'expédition est le général David Sloane Stanley, un alcoolique qui déteste Custer. Elle s'est heurtée aux Sioux, menés par le chef Sitting Bull, les 4, 11 et 16 août, au niveau de la ville actuelle de Miles City, forçant les militaires américains à demi-tour, relaté par Custer, dont le récit est publié par le New York Tribune le 6 septembre. Ces récits minèrent la confiance de Wall Street dans la compagnie des chemins de fer Northern Pacific Railway, qui avait déjà été confrontée à des retards dans la pose des rails jusqu'à Bismarck. Peu après, c'est la Panique du 18 septembre 1873: Wall Street est fermée pendant dix jours. Autre conséquence, moins immédiate mais plus durable, la création du parc national de Yellowstone qui devint le premier parc national au monde le 1er mars 1872, situé dans la partie la plus au nord-ouest de l'État, avec quelques portions du parc s'étendant sur les états voisins.

## La quasi-extinction du bison, préservé dans le Wyoming

Cette carte montre la disparition progressive du bison et sa situation en 1889 selon les recherches du naturaliste américain William Hornaday.

La population de bisons américains est estimée à 60-100 millions au cours du deuxième quart du XIXe siècle. L'Ouest du continent est alors encore la propriété des amérindiens. 
Pour optimiser la ressource qu'était les bisons, les Amérindiens,  pratiquaient une méthode spécifique de dépeçage, pour en faire du pemmican et celle du Précipice à bisons, en conduisant une partie d’un troupeau à se précipiter du haut d’une falaise. Parmi les précipices à bison les plus connus, Big Goose Creek, dans le centre du Wyoming.
Mais ensuite, le déclin de la population de bison s'accélère jusqu'en 1889. Les peaux de bison ont été utilisées pour fabriquer des courroies de machines industrielles, des vêtements, et des tapis. Il y avait à l'époque une exportation massive de peaux à destination de l'Europe. Il n’existait plus que 750 bisons en 1890. Le zoo du Bronx a conservé un troupeau en captivité, dont une partie a été transportée au début du XXe siècle au Parc national de Yellowstone afin de compenser la faiblesse des troupeaux autochtones (que le braconnage avait réduit à quelques dizaines d'animaux), en complément d’animaux transplantés d'autres réserves d’animaux sauvages. La ville de Cody, au nord-ouest du Wyoming, proche du parc national de Yellowstone a été fondée par Buffalo Bill Cody, sur l’ancien territoire des tribus indiennes dénommées comme la rivière. Un siècle plus tard, le bison est à nouveau chassé, pour sa régulation démographique.

## L'entrée dans l'Union en 1890
Le Wyoming fut admis dans l'Union le 10 juillet 1890. Son nom est un hommage à la vallée du Wyoming de Pennsylvanie, rendue célèbre par le poème Gertrude of Wyoming de Thomas Campbell (écrit en 1809). Ce nom a été suggéré par J. M. Ashbey de l'Ohio.
En 1869, le Wyoming fut le premier État des États-Unis à accorder le droit de vote aux femmes, au moins partiellement, dans le but de rassembler assez de votes pour être admis comme un État. Le Wyoming verra aussi les premières femmes arriver en politique, occuper des postes dans la Justice et à la fonction de gouverneur de l'État : Nellie Tayloe Ross le sera en effet en 1925.
Dans les années 1880, les groupes de vigilantes obtiennent les pouvoirs de police et du droit d’arrêter quiconque sans mandat. Dans certains cas, ces groupes se laissèrent aller à tous les excès ; le hors-la-loi George Parrott, arrêté et pendu par les vigilantes, fut écorché et une paire de souliers fut fabriquée avec sa peau. En septembre 1885, des Blancs armés attaquent les travailleurs chinois de l'Union Pacific à Rock Springs, pour les expulser ; 22 Chinois sont tués.
De 1879 à 1892, une partie du territoire vit s'opposer durement les grands propriétaires de bétail, ayant souvent fait fortune en profitant de la guerre civile et disposant des meilleures terres, aux petits éleveurs, pour beaucoup venus après la guerre ; ce conflit aboutit à la guerre du comté de Johnson. En 1891, les grands éleveurs formèrent la Wyoming Stock Growers Association et décrétèrent que toute tête de bétail trouvée en possession d'un non-membre de l'association serait considérée comme volée, à moins que le propriétaire ne put montrer une facture émanant de l'association. À la suite des pendaisons de plusieurs d'entre eux, des petits éleveurs se regroupèrent au sein d'une association d'autodéfense et résistèrent efficacement. Aussi, en 1892, les grands propriétaires commencèrent à recruter une importante troupe de pistoleros, notamment venus du Texas. Armés par le gouverneur du Wyoming, les hommes de main envahirent les terres des petits éleveurs et, en raison de la résistance que leur opposèrent ces derniers, en abattirent une vingtaine. Des troupes fédérales furent finalement déployées et arrêtèrent 45 tueurs. Le magistrat leur ayant fixé une caution que les riches éleveurs pouvaient facilement payer, tous furent remis en liberté et disparurent. L'affaire est abandonnée par la justice.